# 생일 (2019년 영화)
《생일》은 세월호 침몰 사건을 배경으로 2019년에 개봉한 대한민국의 영화이다.

## 줄거리
2014년 4월 16일, 세월호 사건으로 세상을 먼저 떠난 아들 수호에 대한 그리움을 안고 살아가는 '정일'과 '순남'의 가족.  어김없이 올해도 아들의 생일이 돌아오고, 가족들의 그리움은 더욱 커져만 간다.  수호가 없는 수호의 생일.  가족과 친구들은 함께 모여 서로가 간직했던 특별한 기억을 선물하기로 하는데..

## 캐스팅
- 설경구 : 정일 역
- 전도연 : 순남 역
- 김보민 : 예솔 역
- 윤찬영 : 수호 역
- 김수진 : 우찬 엄마 역
- 이봉련 : 정숙 역
- 박종환 : 영준 역
- 권소현 : 은빈 역
- 성유빈 : 성준 역
- 탕준상: 우찬 역
- 최현진 : 어린 수호 역
- 김계선 : 형우 엄마 역
- 선욱현 : 형우 아빠 역
- 김현 : 건재 엄마 역
- 신문성: 건재 아빠 역
- 윤영 : 종현 엄마 역
- 신운섭 : 종현 아빠 역
- 신미영 : 창훈 엄마 역
- 박윤호 : 창훈 아빠 역
- 소희정 : 석원 엄마 역
- 신안진 : 석원 아빠 역
- 정종준 : 작은아버지 역
- 조시내 : 보임 엄마 역
- 조미라: 지은 엄마 역
- 윤미경: 종연 엄마 역
- 김추월 : 작은어머니 역
- 염선식 : 사촌형제 1 역
- 곽민규 : 사촌형제 2 역
- 한대훈 : 마트 남자직원 역
- 박미현 : 마트 계산대직원 1 역
- 강찬양 : 마트 계산대직원 2 역
- 박가영 : 마트 물품직원 역
- 유지현 : 마트 꼬마엄마 역
- 유이찬 : 마트 꼬마아이 역
- 신동력 : 매제 역
- 최은후 : 민혁 역
- 함희수 : 민재 역
- 홍성덕 : 우찬 아빠 역
- 김형주 : 우찬 누나 역
- 박세정 : 면접관 1 역
- 정현석 : 면접관 2 역
- 김휘열 : 면접관 3 역
- 최혜지 : 담임선생님 역
- 안다정 : 현장보조선생님 1 역
- 김종훈 : 현장보조선생님 2 역
- 김현정 : 환경학교선생님 역
- 황순욱 : 앵커 역
- 손보승 : 재현 역
- 조재현 : 패스트푸드 매니저 역
- 권빈 : 생일파티 소년 1 역
- 방재호 : 생일파티 소년 2 역
- 이시형 : 생일파티 소년 3 역
- 연승빈 : 생일파티 소년 4 역
- 윤서형 : 소녀들 1 역
- 김수연 : 소녀들 2 역
- 김순애 : 문구백화점 점원 역
- 박경근 : 출입국 직원 2 역
- 황상진 : 활동가 역
- 민구경 : 세월호 진상분과 1 역
- 김학충 : 세월호 진상분과 2 역
- 이상홍 : 세월호 진상분과 3 역
- 백익남 : 세월호 진상분과 4 역
- 김종태 : 택시기사 역
- 이광우 : 버스기사 역
- 허남일 : 낚시꾼 역
- 한승우 : 사진남자 역
- 김하린 : 네살 예지 역
- 석예린 : 환경학교 관리인 1 역
- 진명룡 : 환경학교 관리인 2 역
- 박민규 : 환경학교 관리인 3 역
- 서석규 : 출입국 직원 3 역
- 김왕도 : 출입국 직원 4 역
- 김민예 : 학원선생님 1 역
- 임혜진 : 학원선생님 2 역
- 오태남 : 유가족 엄마 1 역
- 옥주리 : 유가족 엄마 2 역
- 김진옥 : 유가족 엄마 3 역
- 김경준 : 수호친구 1 역
- 이현우 : 수호친구 2 역
- 조하비 : 생일파티 수녀 1 역
- 한도형 : 생일파티 수녀 2 역
- 조영래 : 정일 친구 역
- 허진성 : 생일파티 봉사자 1 역
- 맹진희 : 생일파티 봉사자 2 역
- 신주원 : 파쿠르 대역 1
- 최해솔 : 파쿠르 대역 2
- 김재범 : 파쿠르 대역 3
- 엄대현 : 파쿠르 대역 4
- 김민재: 출입국 직원 1 역 (특별출연)

## 영화 정보
- 2019년 3월 6일 서울 CGV압구정에서는 문지애 아나운서의 사회로 생일의 제작보고회가 열렸다. 이 자리에는 이종언 감독과 주연배우 설경구, 전도연, 그리고 어린 딸 역을 연기한 김보민 아역배우가 참석했다.[2]
- 이종언 감독은 다큐멘터리 ‘친구들: 숨어있는 슬픔’을 연출했고, 다음 스토리펀딩을 통해 ‘세월호 세대와 함께 상처를 치유하다’라는 캠페인에 참여하는 등 세월호 사건과 관련한 활동을 꾸준히 이어오다 '생일'의 시나리오를 완성하고 영화로 만들었다.[2]
- 설경구, 전도연은 《나도 아내가 있었으면 좋겠다》 이후 18년만에 같은 같은 작품에서 만난다.[2]

## 같이 보기
- 2019년 대한민국의 영화 목록